# Class Warfare
Class Warfare é um livro de entrevistas de Noam Chomsky conduzidas pelo jornalista David Barsamian. Foi publicado em 1996 pela primeira vez nos Estados Unidos pela Common Courage Press, e no Reino Unido pela Pluto Press, em 1996.